# Guaibasaurus
Guaibasaurus war ein basaler Saurischier, der möglicherweise zu den Theropoden gehörte, manchmal jedoch auch zu den Sauropodomorphen oder Herrerasauriden gestellt wird. Er besaß wie Herrerasaurus und andere frühe Dinosaurier drei voll entwickelte und zwei zurückgebildete Finger.
Er erreichte eine Höhe von 1,2 Meter, eine Länge von 3 Meter und ein Gewicht von 100 kg.
Bonaparte, Ferigolo und Ribeiro entdeckten ihn im Jahre 1999 in Brasilien (Caturrita Formation).
Bonaparte fand 2007 heraus, dass Saturnalia und Guaibasaurus sehr nah verwandt sind, und fasste sie als Guaibasauridae zusammen. Es waren wahrscheinlich Vorfahren der Theropoda.